# Comuna Slobozia Rarancei, Noua Suliță
Slobozia Rarancei (în ucraineană Слобода, transliterat: Sloboda) este o comună în raionul Noua Suliță, regiunea Cernăuți, Ucraina, formată din satele Revcăuți și Slobozia Rarancei (reședința).

## Demografie
Componența lingvistică a comunei Slobozia Rarancei
     Ucraineană (96,86%)
     Română (2,27%)
     Alte limbi (0,81%)
Conform recensământului din 2001, majoritatea populației comunei Slobozia Rarancei era vorbitoare de ucraineană (96,86%), existând în minoritate și vorbitori de română (2,27%).